# Carrières-sous-Poissy
 Carrières-sous-Poissy  es una población y comuna francesa, en la región de Isla de Francia, departamento de Yvelines, en el distrito de Saint-Germain-en-Laye y cantón de Poissy-Nord.

## Demografía
| 371                       | 378 | 451 | 440 | 503 | 497 | 558 | 500 | 490 | 530 | 565 | 612 | 612 | 724 | 810 | 783 | 823 | 973 | 1 130 | 1 296 | 1 392 | 1 696 | 2 129 | 2 136 | 2 119 | 2 444 | 4 222 | 6 054 | 10 324 | 10 244 | 11 353 | 13 472 | 13 976 |
| (Fuente: INSEE y Cassini) |     |     |     |     |     |     |     |     |     |     |     |     |     |     |     |     |     |       |       |       |       |       |       |       |       |       |       |        |        |        |        |        |